# Magelungsfortet

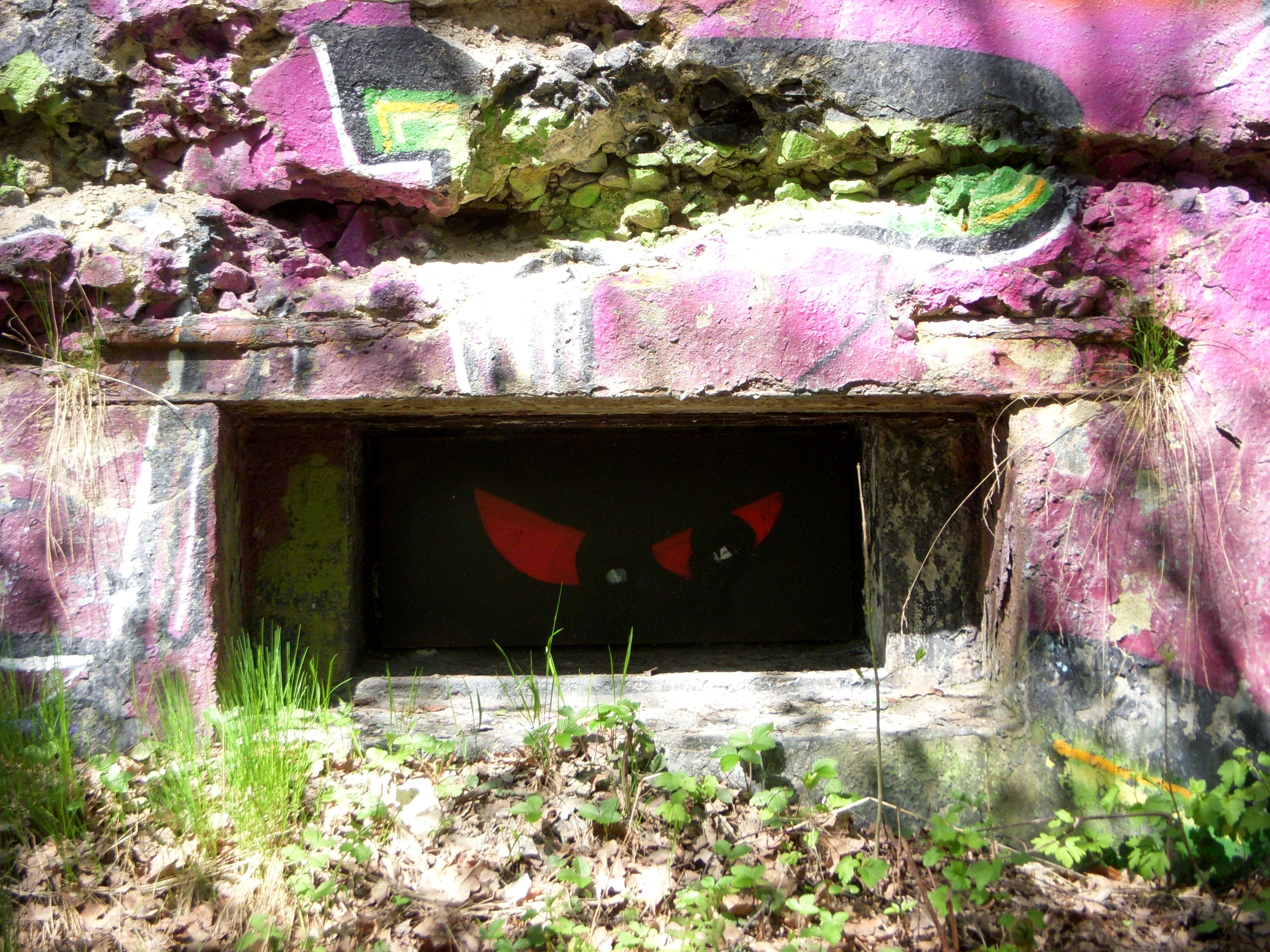
Magelungsfortet, skottglugg 2011.

Magelungsfortet var en försvarsanläggning som numera ligger inklämd mellan Nynäsvägen och Gamla Nynäsvägen mellan västra Trångsund och Skogås i Huddinge kommun. Fortet ingick i den Södra Fronten som anlades strax före och under första världskriget. 
Södra Fronten och Norra Fronten, även kallad Korvlinjen, var en viktig del av Stockholms fasta försvar. En av de välbevarade anläggningarna är Lännafortet som uppfördes åren1908-1909 och ingick i försvarsorganisationen fram till 1952.

## Bakgrund
Kring sekelskiftet 1900 kom ett nytt försvarspolitiskt tänkande då centralförsvaret avlöstes av ett gräns- och kustförsvar.
Man utnyttjade de sjösystem som omger Stockholm och säkrade passagerna mellan dem med ett 30-tal befästningar av varierande storlek. Försvarslinjen kallades på grund av sitt utseende för Korvlinjen. Bygget finansierades av privatpersoner som samlades i "Föreningen för Stockholms fasta försvar" och "Palmqvistska fonden till Stockholms befästande". Själva byggarbetena utfördes av militär, som stod under civil ledning. Sedan skänktes anläggningarna till militären. Försvarslinjen ingick i försvarsorganisationen fram till 1952. 
Befästningsanordningarna på land söder om Stockholm utgjordes huvudsakligen av skyttevärn och batteriplatser i en linje från Erstaviken i öst till Flottsbro i väst.

## Fortet

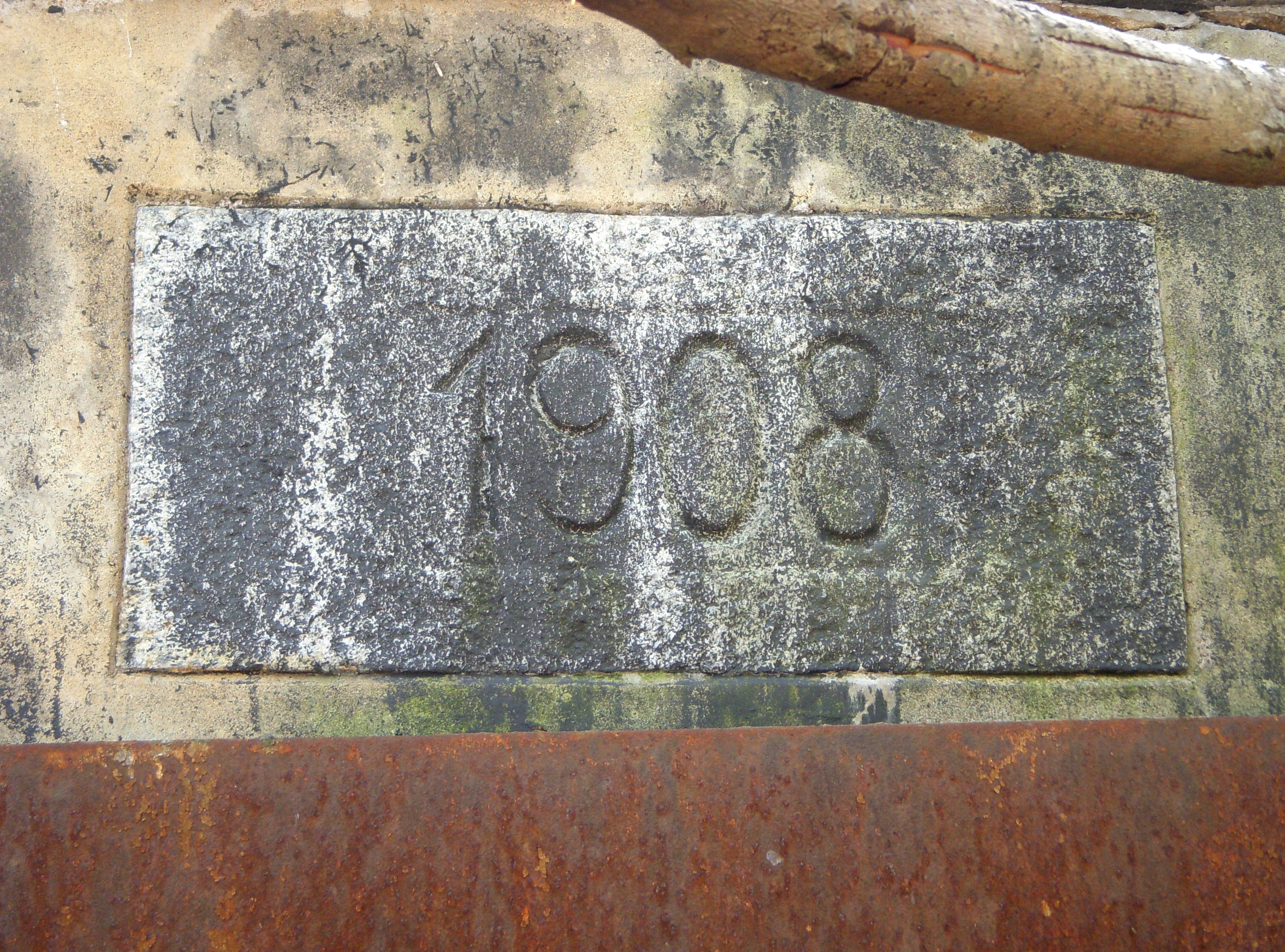
Stentavla "1908"

Namnet Magelungsfortet härrör från sjön Magelungen som ligger strax väster om fortet. Anläggningen skulle täcka det så kallade Beatebergspasset, som sträcker sig mellan sjöarna Magelungen och Drevviken. I befästningslinjen ingick utöver Magelungsfortet bland annat Sjötorpsfortet och Lännafortet. 
Beatebergspasset var den största anläggningen i Södra Fronten, den skulle bemannas med en styrka av cirka 3700 soldater, befäl, ordonnanser, sjukvårdspersonal och liknade. Dessa utgjordes huvudsakligen av infanterister från landstormen, det vill säga värnpliktiga äldre än 32 år, beväpnade med vanliga gevär.  Det var innan pansarfordon var påtänkta, när kulsprutor fortfarande var ovanliga och flyganfall ett okänt begrepp. 
Magelungsfortet med sin position högt över Magelungen täckte Beatebergsställningens högra flygel.  Anläggningen uppfördes 1908, årtalet finns på en stentavla ovanför entrén. Utöver en infanterilinje (ett skyttevärn) fanns själva kulsprutebatteri. Som framgår av en ritning från 1909 fanns plats för fem kulsprutor, tre i den lägre delen och två i den högre. Batteriet försörjdes av en cirka 180 meter lång nyanlagd väg till Gamla Nynäsvägen.

## Bilder

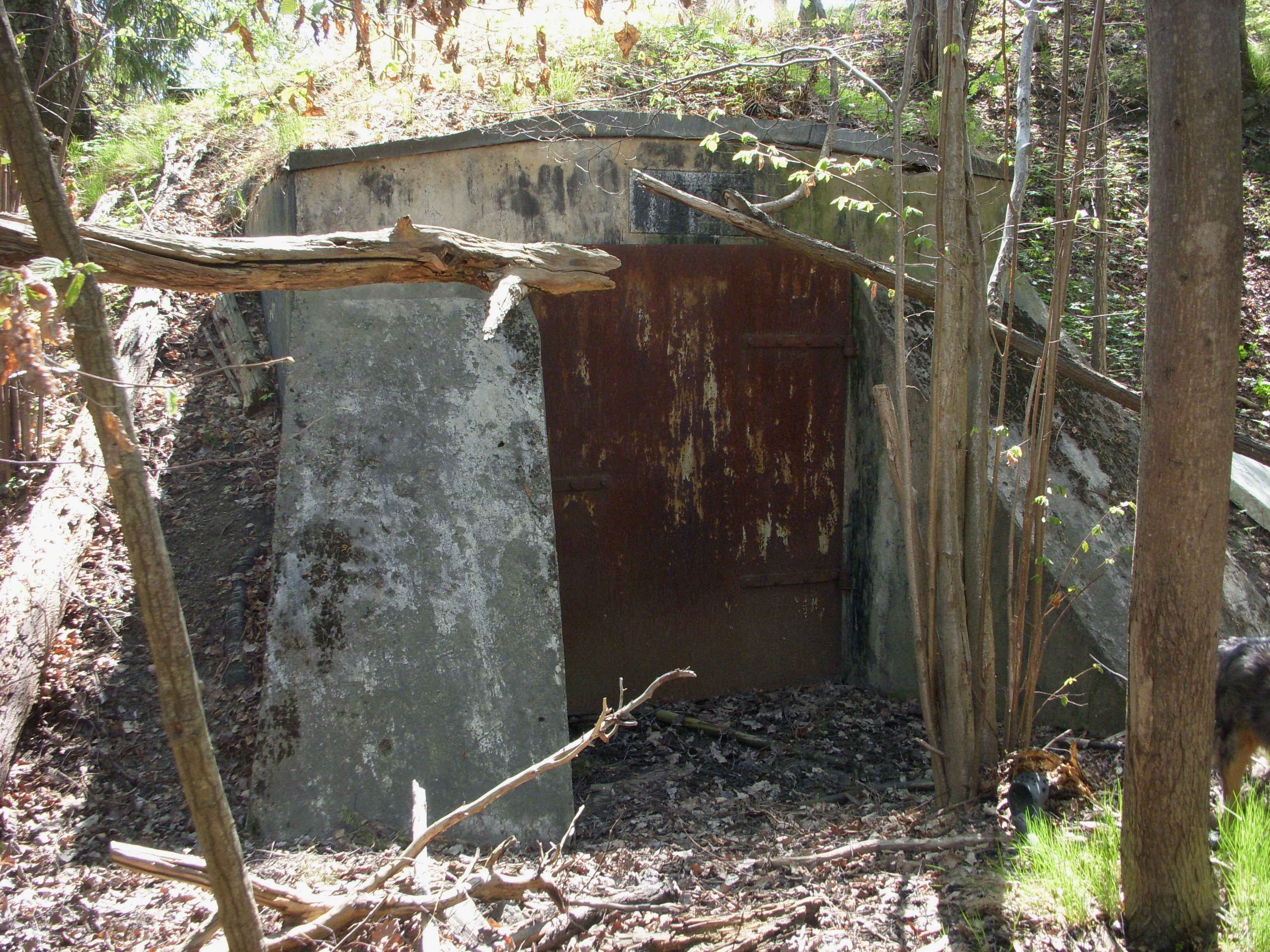
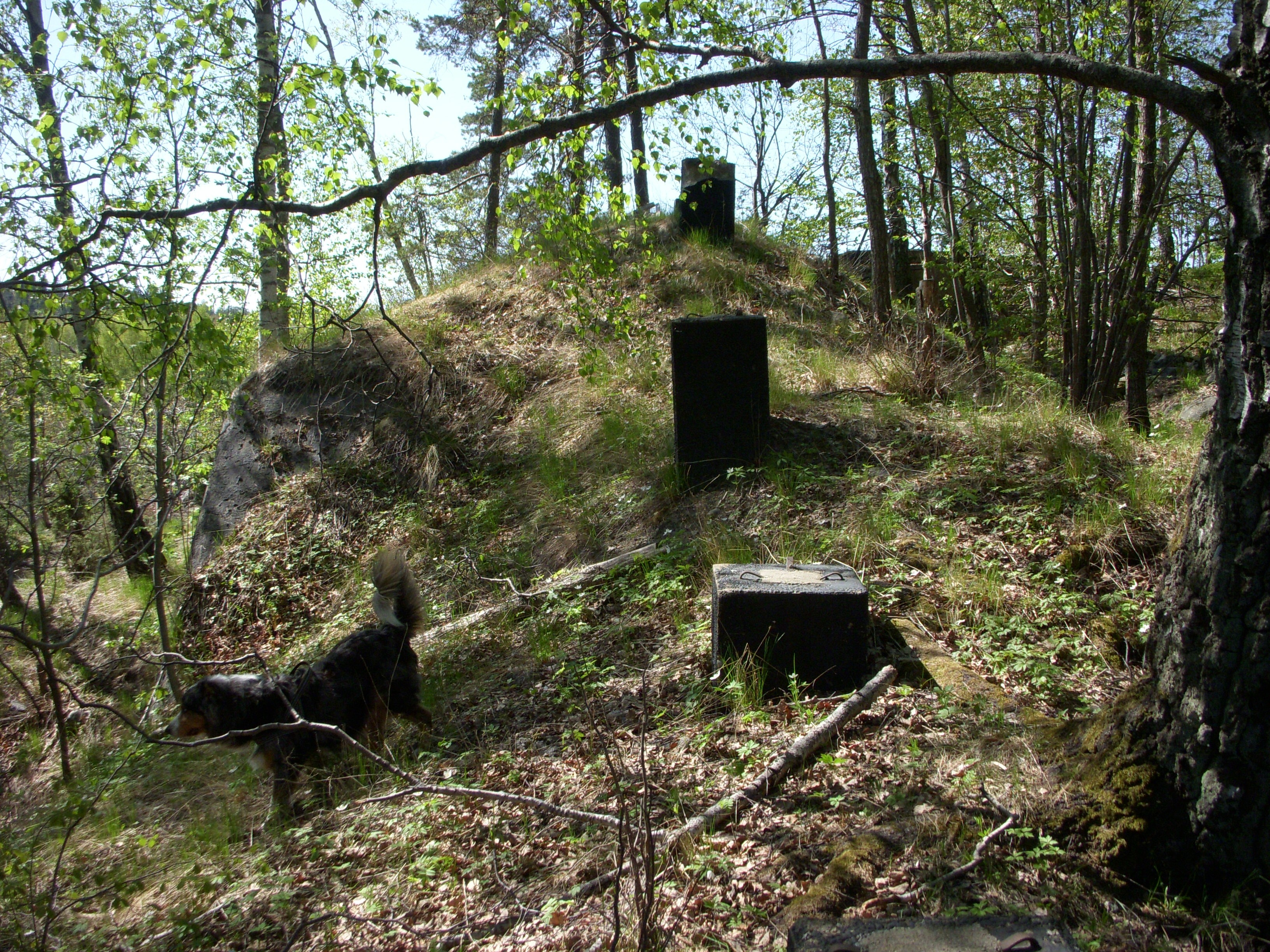
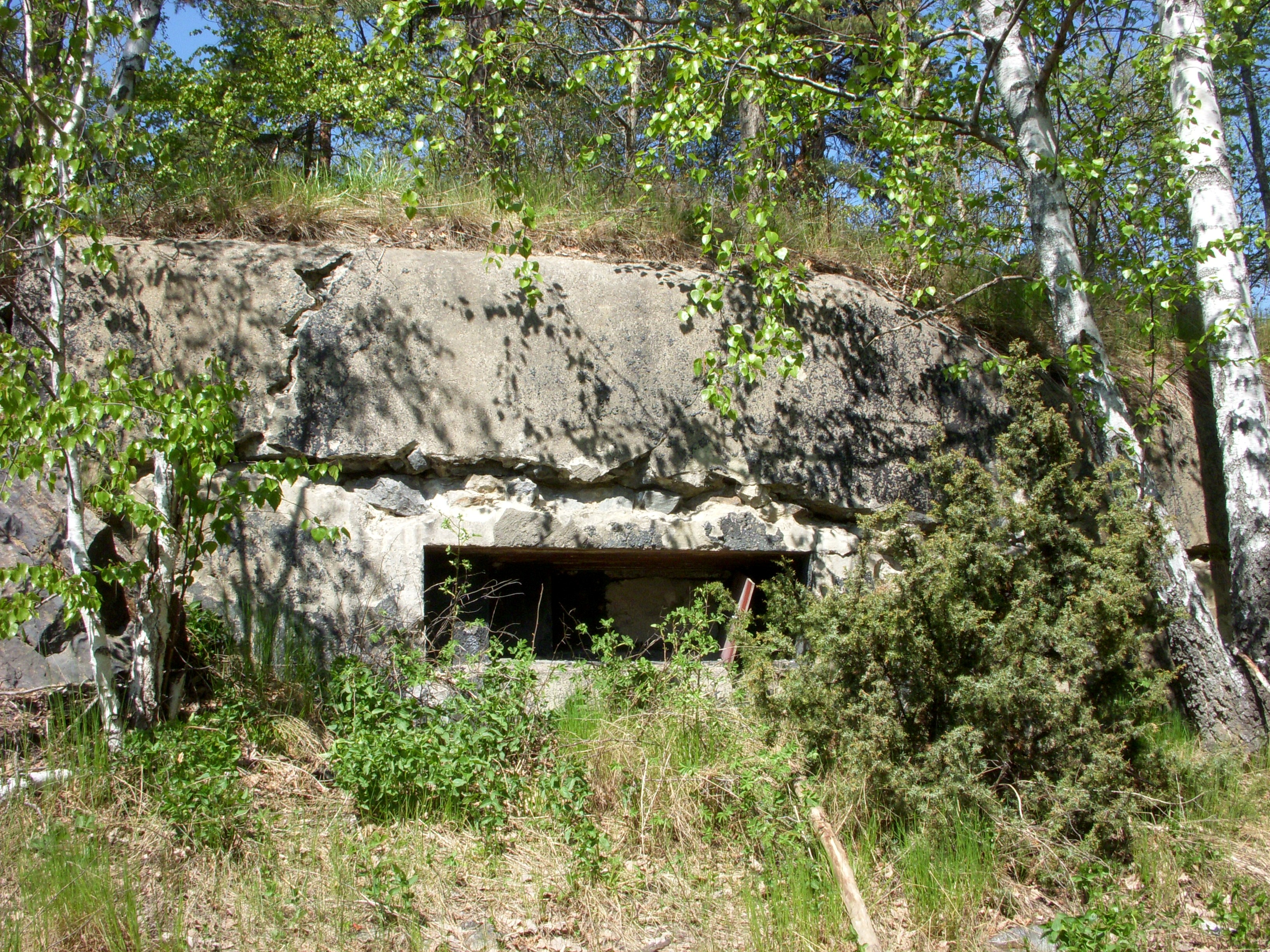
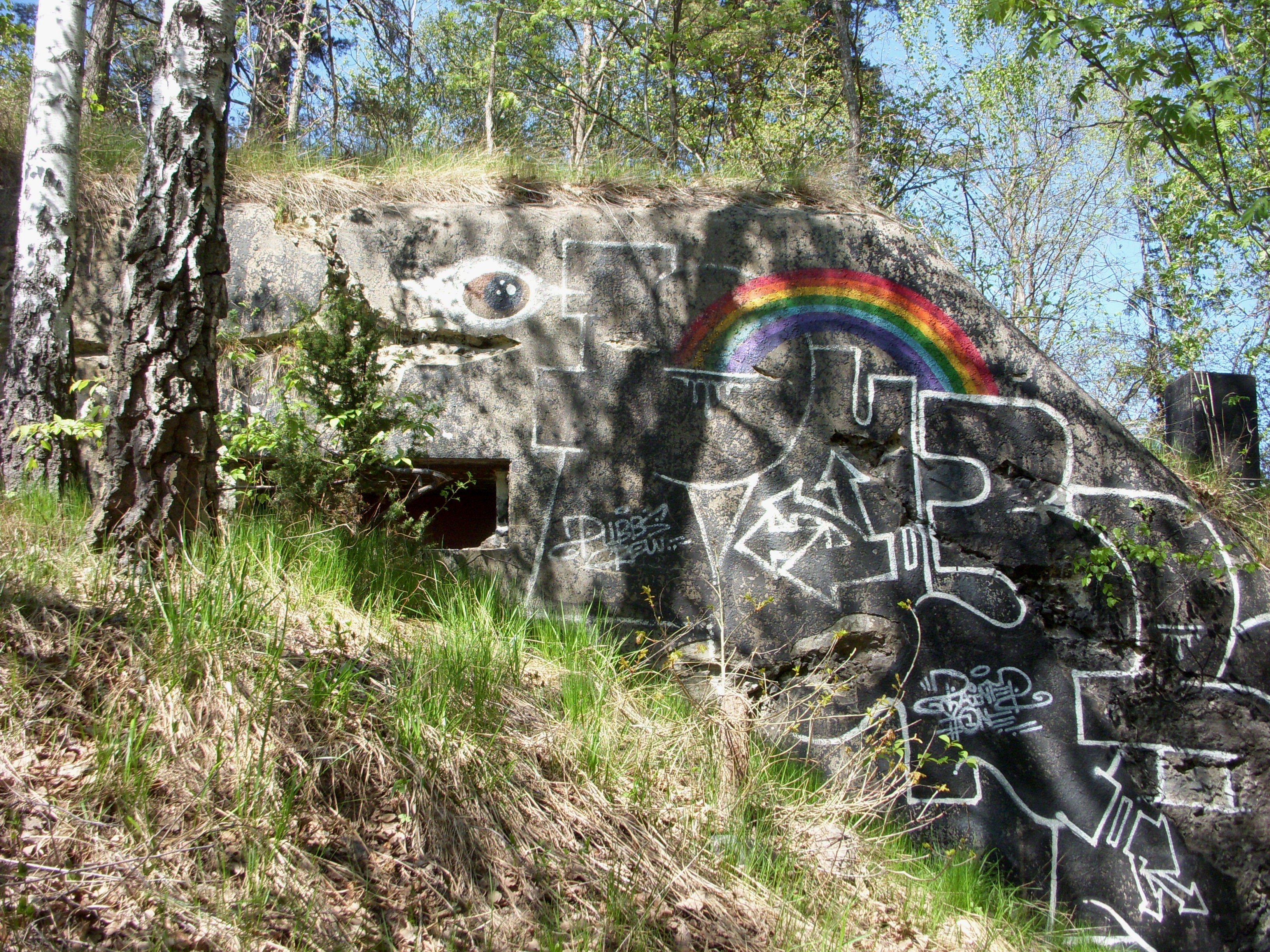